# Міжнародна федерація лижного спорту

Логотип FIS

Міжнародна федерація лижного спорту, або FIS (ФІС). — міжнародна організація усіх видів лижного спорту. Заснована 14 національними федераціями в 1924 року у Франції, в місті Шамоні. Нині членство у FIS має 111 національних об'єднань лижного спорту, зокрема Федерація лижного спорту України. Штаб-квартира федерації розташована в Швейцарії, в місті Обергофен-ам-Тунерзее.
Щорічно складається календар змагань FIS, які проводяться за правилами FIS. Загальні правила для всіх змагань FIS містять класифікацію змагань і перелік видів змагань.

## Класифікація змагань
1. Зимові Олімпійські ігри
2. Чемпіонати світу FIS
3. Чемпіонати світу FIS серед юніорів
4. Кубки світу FIS
5. Континентальні Кубки FIS
6. Міжнародні змагання FIS
7. Змагання зі Спеціальною участю і/або кваліфікація
8. Змагання за участю організацій, що не входять у FIS

## Види змагань

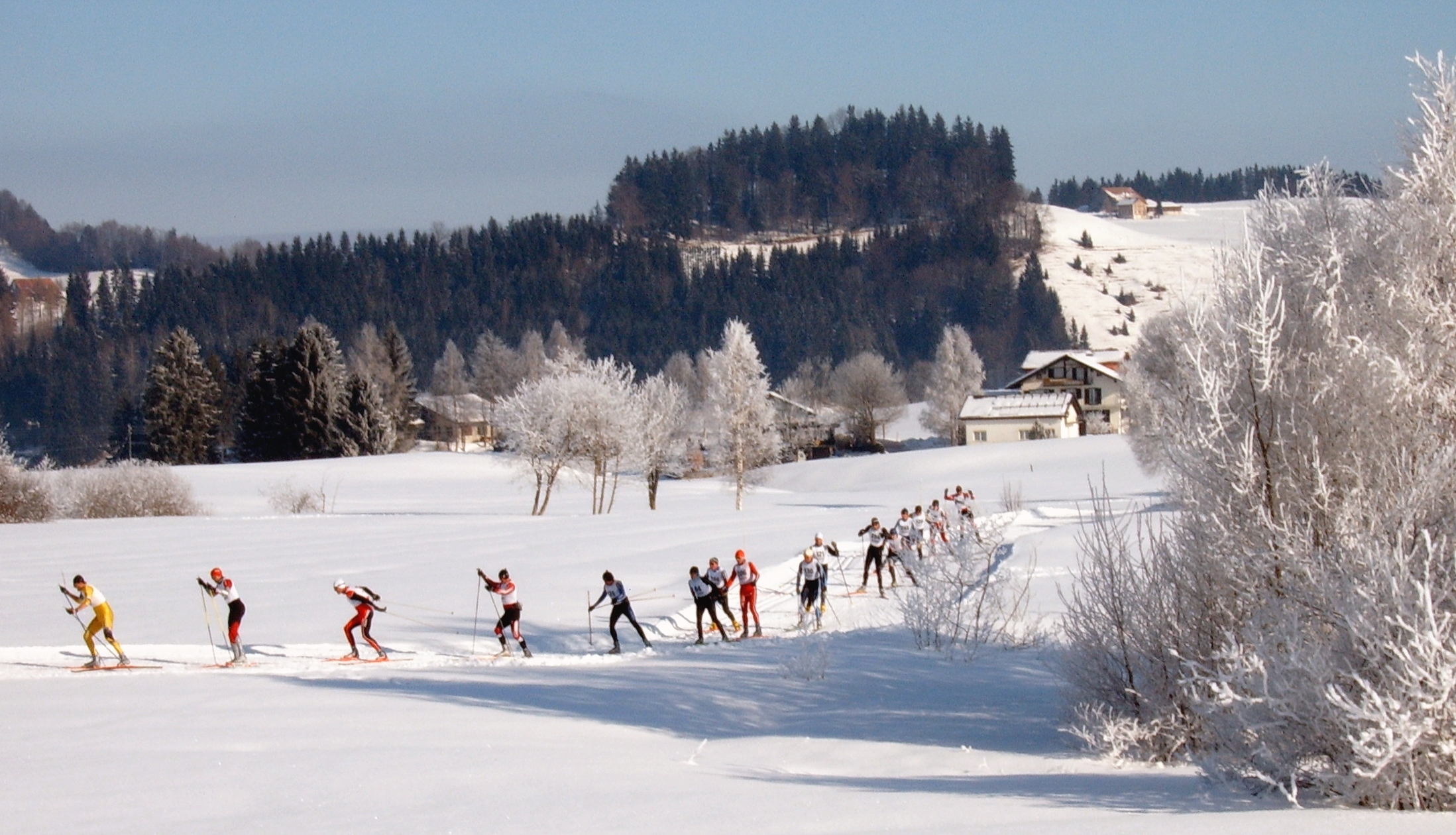
Змагання з лижних перегонів. Шведентритт, Німеччина

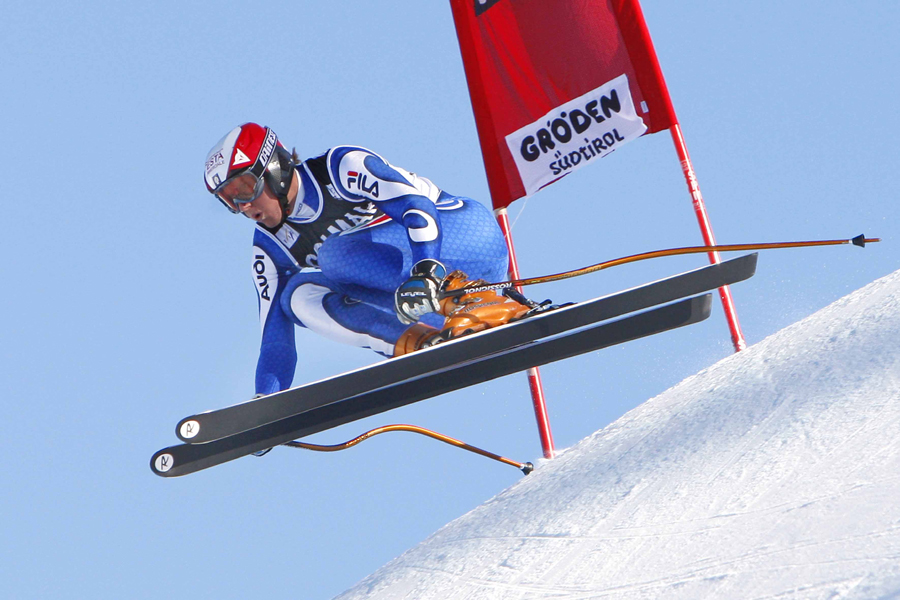
Швидкісний спуск

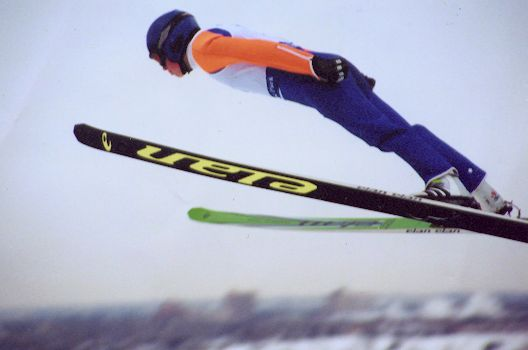
Стрибки з трампліна

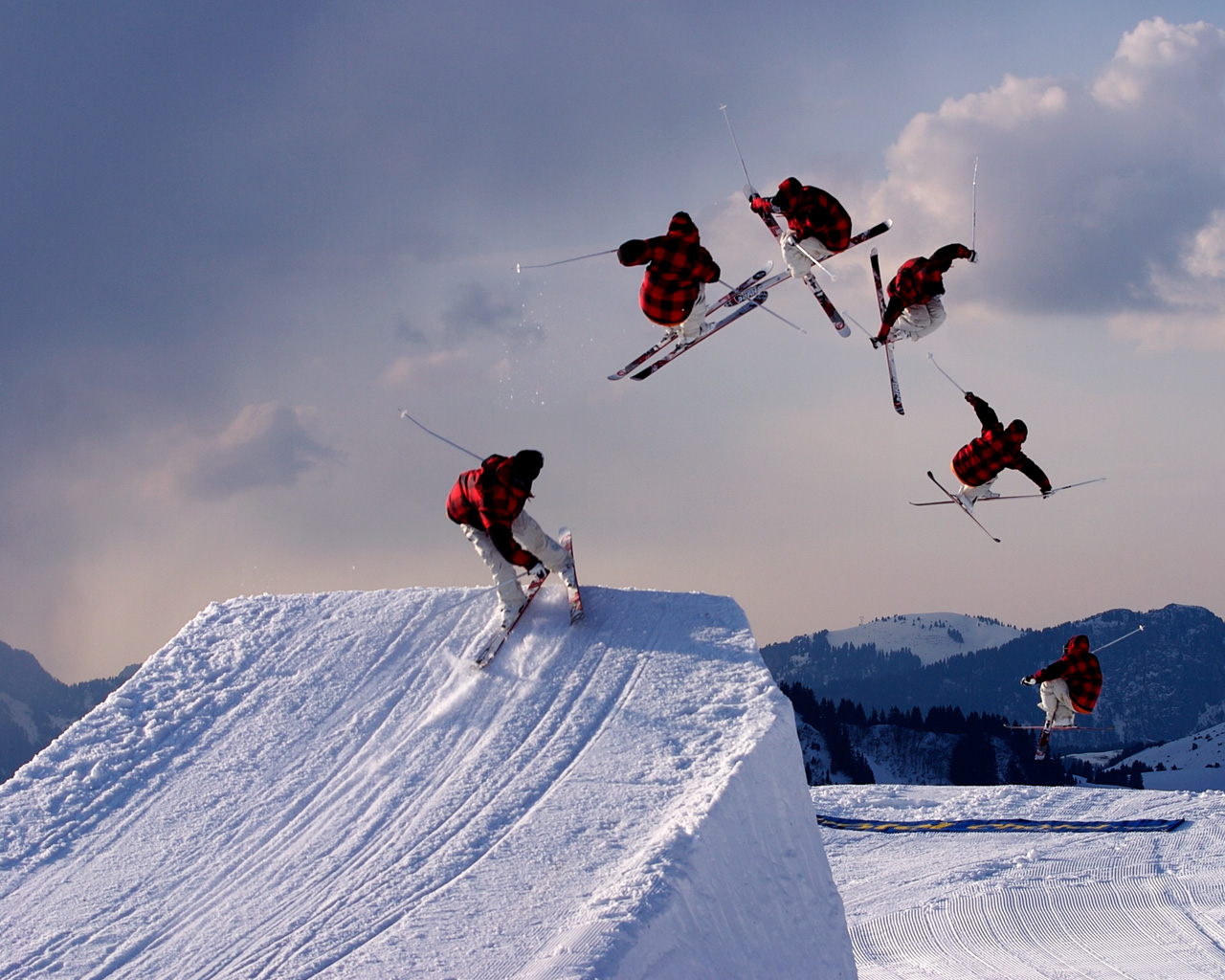
Змагання з фристайлу

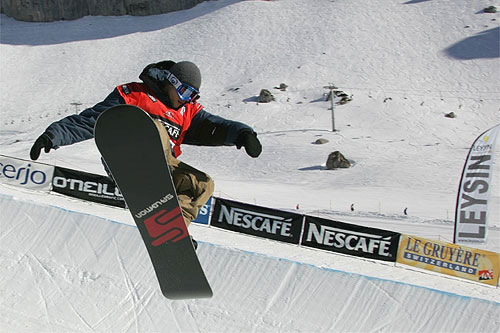
Змагання у сноуборду. Хаф-пайп

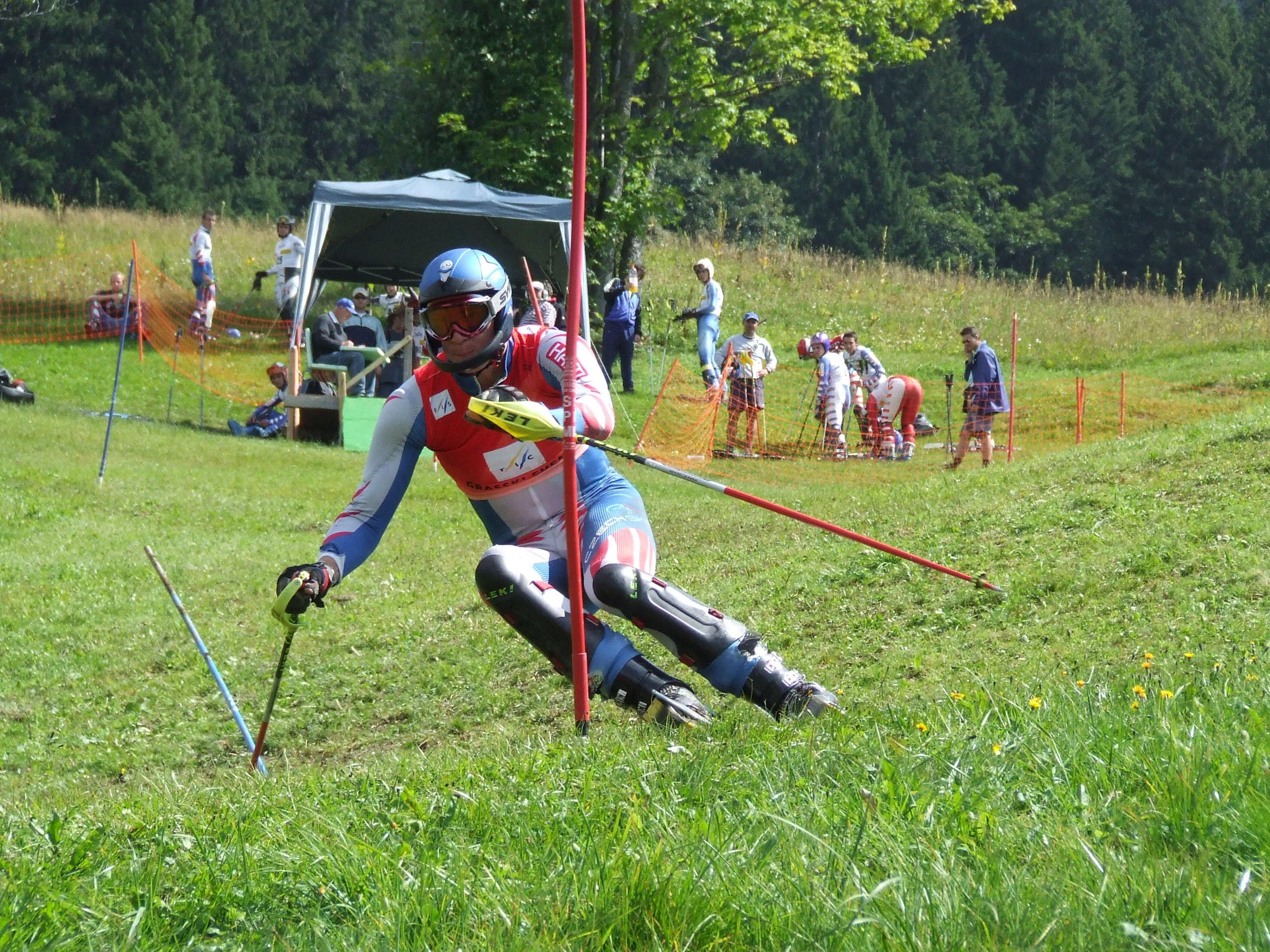
Змагання на траві

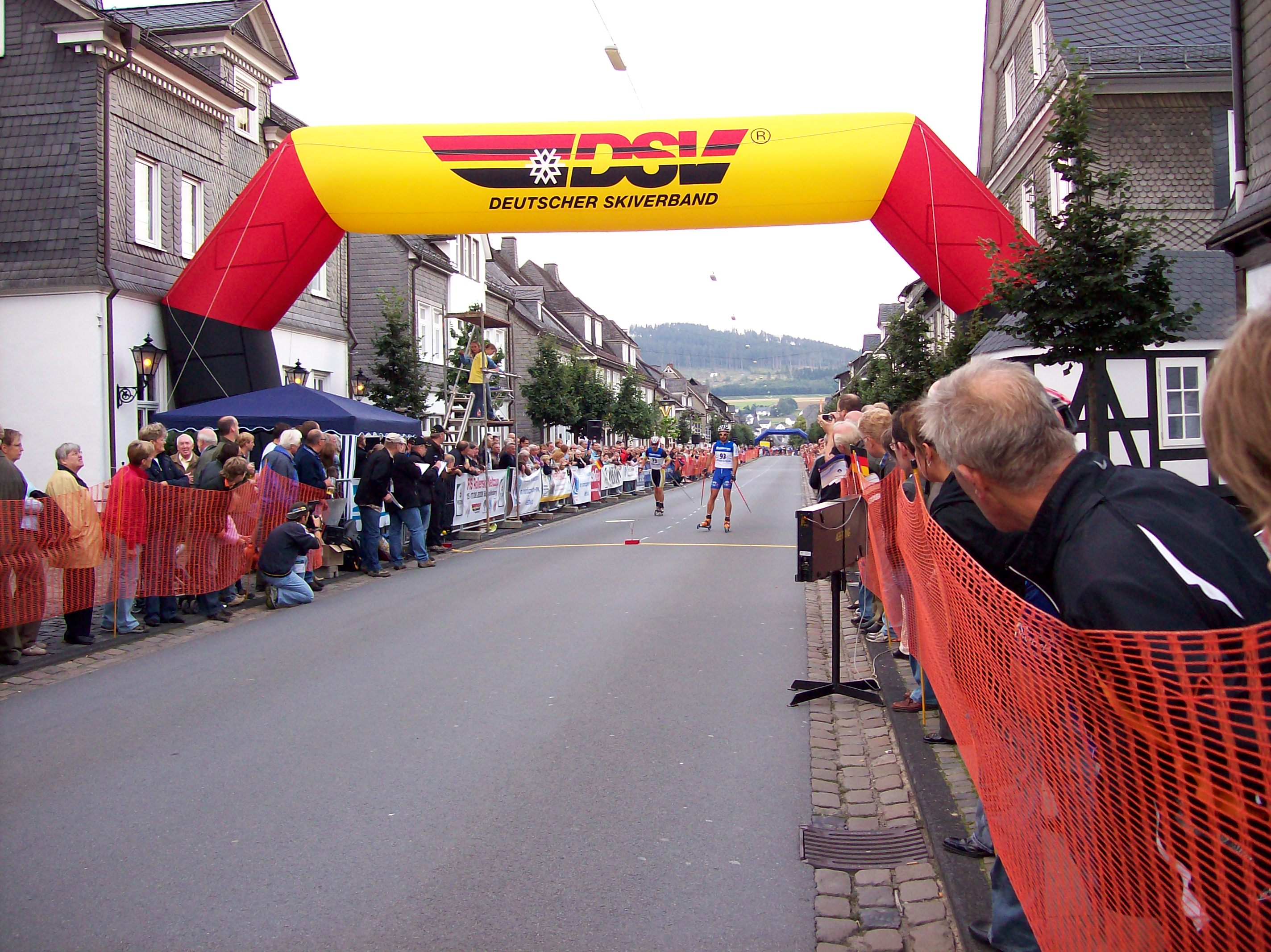
Першість світу 2008 у роликових лижах, Шмалленберг

Міжнародні лижні змагання поділяються на кілька дисциплін. Дисципліна — вид спорту і може охоплювати одне або декілька змагань. Наприклад, лижні гонки — дисципліна FIS, всередині лижних гонок виділяють змаганням — спринт, марафон та інші.
Виняток з лижних видів спорту, змагання з яких проводяться під егідою FIS, становить біатлон, який має свою власну міжнародну організацію — Міжнародний союз біатлоністів ((англ. International Biathlon Union, IBU).
1. Північні дисципліни
  1. Лижні перегони (Cross-country)
  2. Роликові лижі  (Roller skiing)
  3. Стрибки з трампліна (Ski jumping)
  4. Польоти на лижах
  5. Лижне двоборство (Nordic combined)
  6. Командні змагання в північній комбінації
  7. Північна комбінація з роликовими лижами
  8. Командні змагання зі стрибків на лижах з трампліна
  9. Стрибки на лижах з трампліна зі штучним покриттям
  10. Масові лижні гонки
2. Гірськолижні дисципліни (Alpine Skiing)
  1. Швидкісний спуск (Downhill)
  2. Слалом (Slalom)
  3. Гігантський слалом (Giant slalom)
  4. Супергігантський слалом (Super Giant Slalom, Super-G))
  5. Паралельний слалом (Parralel Slalom)
  6. Гірськолижна комбінація (Combined)
  7. Командні змагання (Combined Events)
3. Змагання з фрістайлу (Freestile skiing)
  1. Могул (Mogul)
  2. Паралельний могул (Parralel Mogul)
  3. Скі-крос (Ski-cross)
  4. Аеріалз (Aerials)
  5. Хаф-пайп (Half-pipe)
  6. Лижна повітряна акробатика (Acro)
4. Сноуборд (Snowboard)
  1. Слалом
  2. Паралельний слалом
  3. Гігантський слалом
  4. Паралельний гігантський слалом (Parralel Giant Slalom)
  5. Супергігантський слалом
  6. Хафпайп
  7. Сноубордкрос
  8. Біг-ейр (Big Air)
  9. Спеціальні змагання
5. Телемарк (Telemark)
6. Фірнглейтен (Firngleiten)
7. Змагання на швидкість (Speed Skiing)
8. Змагання на траві (Grass Skiing)
9. Змагання в комбінації з іншими видами спорту
10. Змагання дитячі
11. Змагання ветеранів
12. Змагання інвалідів

## Президенти FIS
| Президент             | Термін    | Національність         |
| --------------------- | --------- | ---------------------- |
| Івар Гольмквіст       | 1924—1934 | Швеція                 |
| Ніколай Рамм Остгаард | 1934—1951 | Норвегія               |
| Марк Годлер           | 1951—1998 | Швейцарія              |
| Жан-Франко Каспер     | 1998—2021 | Швейцарія              |
| Юган Еліаш            | 2021–     | Велика Британія Швеція |